# Vidalia himalayensis
Vidalia himalayensis es una especie de insecto del género Vidalia de la familia Tephritidae del orden Diptera.

## Historia
Mario Bezzi la describió científicamente por primera vez en el año 1913.